# Tichá domácnost
Tichá domácnost (1995) je druhé album Bratří Ebenů, vyšlo v době, kdy kapela v podstatě neexistovala. Obsahuje 16 autorských písniček Marka Ebena, text písně Chůze složil s Karlem Plíhalem, text Slávy dcery je od Jána Kollára.

## Písničky
1. Za malou chvíli – 3:33
2. O balónu – 3:01
3. Tichá domácnost – 3:09
4. O zlaté rybce – 2:41
5. Voda se neutopí – 2:44
6. Keramická – 3:00
7. Archimedes – 2:45
8. Chůze – 2:46
9. Já se v tom nevyznám – 1:55
10. Slávy dcera – 2:19
11. Mám dny – 2:01
12. Sůl v očích – 2:59
13. Až se zeptá ráno – 2:17
14. Jak to dělaj kosmonauti – 4:02
15. Čert – 2:35
16. Balík – 2:52
17. Koleda – 2:23
18. V limitu – 1:12

## Nahráli
- Bratři Ebenové
  - Marek Eben
  - Kryštof Eben
  - David Eben
- hosté
  - Iva Bittová
  - Jaromír Honzák
  - Pavel Skála
  - Vladimír Guma Kulhánek
  - Tomáš Krček
  - Antonín Schindler
  - Zdeněk Vřešťál
  - Karel Plíhal